# Внешняя политика Дании
Внешняя политика Дании основана на идентификации страны как суверенной нации Европы. Таким образом, основным акцентом внешней политики страны является поддержание отношений с другими странами в качестве суверенного независимого государства.
Дания — член Евросоюза с 1973 года, но до сих пор не входит в Еврозону.

## История
Дания может похвастаться долгой историей хороших отношений с другими странами. Она принимает участие в координации помощи Запада странам Балтии (Эстонии, Литве и Латвии).
Дания является участником международной миротворческой деятельности. Датские силы действовали и действуют на территории бывшей Югославии в составе Сил Организации Объединенных Наций по охране (UNPROFOR) в прошлом и в составе Сил по выполнению соглашения (IFOR) и Сил стабилизации (SFOR) на сегодняшний день .
Дания поддерживала американские операции в Афганистане и содействует Международным силам содействия безопасности (ISAF) в экономической сфере. Эти инициативы являются частью «активной внешней политики» Дании. Вместо традиционной для малых стран стратегии адаптации Дания на сегодняшний день проводит активную внешнюю политику, в соответствии с которой права человека, демократия и иные человеческие ценности требуют активной защиты. В последние годы  Гренландии и Фарерским островам было гарантировано право голоса в таких вопросах внешней политики, как рыбная ловля, китобойство и геополитические проблемы.
После Второй Мировой войны Дания завершила свою двухсотлетнюю политику нейтралитета. Дания является членом НАТО с момента его основания в 1949 году, и членство в НАТО по-прежнему приветствуется населением. Существовало несколько серьезных столкновений между США и Данией по вопросам политики безопасности в так называемую «эпоху сносок» (1982—1988), когда альтернативное парламентское большинство заставило правительство принять специфическую национальную позицию по вопросам контроля над ядерным вооружением. Альтернативное большинство в этом вопросе сложилось потому, что социал-либеральная партия «Радикал Венстре» поддерживала правящее большинство в вопросах экономической политики, но выступила против политики НАТО и в обсуждениях этих вопросов голосовала совместно с партиями левой направленности. Консервативное правоцентристское правительство приняло эту позицию «парламентаризма меньшинства», таким образом, не делая этот вопрос вопросом парламентского выживания государства. С окончанием Холодной войны, впрочем, Дания вновь поддерживала политику США в Альянсе.
Датчане пользуются репутацией «упертых» европейцев. Когда они 2 июня 1992 года отклонили ратификацию Маастрихтского договора, они поставили планы Европейской комиссии по созданию Европейского союза «на удержание». В декабре 1992 года остальная часть ЕС согласилась освободить Данию от некоторых аспектов организации Европейского Союза, таких как совместная оборона, единая валюта, гражданство ЕС, а также некоторые моменты правового сотрудничества (4 датских исключения). Амстердамский договор был одобрен на референдуме 28 мая 1998 года. Осенью 2000 года датские граждане отклонили членство в Европейской валютной группе на референдуме. Лиссабонский договор был ратифицирован датским парламентом самостоятельно. Это не было сочтено нарушением национального суверенитета, хотя статья 20 Конституции Дании подразумевает проведение референдума в подобных ситуациях. В настоящее время датское правительство планирует провести референдум по вопросам исключений в договоре ЕС, однако возможность их отмены выглядит маловероятной. Этот вопрос был отложен на некоторое время, до тех пор, пока широкая парламентская коалиция не поддержит проведение референдума.

## 2006

### Ливия
29 января Ливия объявила о закрытии своего посольства в Дании в знак протеста против серии карикатур, опубликованных в датской газете «Jyllands-Posten». На этих карикатурах в виде террориста был изображён пророк Мухаммед.
Правительство Дании отказалось принимать какие-либо действия в отношении газеты, мотивируя это свободой слова. Согласно данным опроса, 79 % датчан считают, что их премьер-министр не должен извиняться за указанные рисунки.

### Сирия
В январе 2006 года в знак протеста против серии карикатур на пророка Мухаммеда, опубликованных в датской газете «Jyllands-Posten», Сирия отозвала из Копенгагена своего посла.

### Саудовская Аравия
В январе 2006 года в знак протеста против серии карикатур на пророка Мухаммеда, опубликованных в датской газете «Jyllands-Posten», Саудовская Аравия отозвала из Копенгагена своего посла.

## 2022
Премьер-министр Дании Фредериксен призвала к усилению военного присутствия страны в Балтийском регионе.